# Serué
Serué ist ein spanischer Ort im Pyrenäenvorland in der Provinz Huesca der Autonomen Gemeinschaft Aragonien. Serué ist ein Ortsteil der Gemeinde Caldearenas. Im Jahr 2015 hatte der Ort 17 Einwohner.

## Geschichte
Der Ort wurde im Jahr 1041 erstmals urkundlich erwähnt.

## Sehenswürdigkeiten
- Der Ort besitzt für die Region typische Häuser aus dem 18. Jahrhundert: Casa Usieto, Casa Antón, Casa Cristóbal und Palast Marqueses de Montemuzo.
- Pfarrkirche aus dem 16. Jahrhundert